# Američki aligator
Američki aligator (Alligator mississippiensis), često i misisipski aligator prema latinskom nazivu, je jedan od dvije vrste roda Alligator u redu krokodila. Ova vrsta živi samo na jugoistoku SADa gdje nastanjuje mokre okoliše koji se često preklapaju s ljudskim obitavalištima. Veći je od druge vrste ovog roda, kineskog aligatora.

## Rasprostranjenost
Ova vrsta živi na području američkih država Sjeverne i Južne Karoline, Georgije, Floride, Alabame, Mississippija, Louisiane, Arkansasa, Oklahome i Teksasa gdje nastanjuje uglavnom spore tekućice, močvare, poplavne pašnjake i jezera. No, čini se da zadnjih godina prodiru sve dalje na sjever. Tako je opažen već kod Memphisa, u Tennessiju.

## Vanjska obilježja
Američki aligator naraste do šest metara, no većina ih je duga oko tri metra. Mogu težiti do pola tone. Ženke su dosta manje, i rijetko su duže od tri metra. Široka, sprijeda tupo zaobljena njuška životinje izgledom podsjeća na štuke. Obojeni su tamno, gotovo crno, a mladunci imaju žućkaste poprečne pruge. Trbušna strana je uglavnom isto prilično tamna, no može biti i svijetla.

## Razmnožavanje
Vrijeme parenja američkih aligatora počinje u proljeće. U to vrijeme mužjaci se glasaju dubokim zvukom koji podsjeća na pseći lavež. Time dozivaju ženke ali i drže na rastojanju druge mužjake. Nemaju glasnice, a zvuk "proizvode" plućima. U to vrijeme mužjaci su izuzetno teritorijalni, a pare se s više ženki.
Ženke u blizini vode grade gnijezda od biljnog materijala. Tu polaže oko 50 jaja koja se zatim griju temperaturom koja se razvija truljenjem biljnih tvari što ih okružuju. O temperaturi kojoj su jaja izložena u razdoblju inkubacije zavisi i spol mladunaca. Ženke čuvaju leglo sve do valjenja mladunaca. Kad valjenje počne, izvaljeni mladunci se javljaju, pa im majka pomaže izlazak iz gnijezda, uzima ih u usta i nosi do vode. Žućkasto prugasti mladunci u prvo vrijeme se još hrane ostatkom žumanjaca, a u majčinoj blizini ostaju do oko pet mjeseci, kad kreću u samostalni život. U tom razdoblju majka ih štiti od brojnih grabežljivaca.

## Američki aligatori i ljudi
Ne postoji puno podataka o odnosu američkih Indijanaca i ovih aligatora, osim jedne grafike Theodora de Bryce Le Moina iz 1565. s prikazom indijanskog lova na aligatore dugačkim kopljima. Tek u kasnijim stoljećima počinje ozbiljan lov na njih radi kože i mesa. Prvi izvještaji o korištenju kože aligatora potječu s kraja 18. stoljeća. U vrijeme građanskog rata počinje pravi komercijalni lov na ove životinje radi zadovoljavanja velike potražnje za izradu cipela, pojaseva i torbica. Pored toga, raste i potražnja za živim mladim kao prepariranim životinjama, pa se oko 1900te cijela vrsta našla u vrlo ugroženom položaju s malim brojem jedinki. Lov na krokodile premjestio se u Srednju i Južnu Ameriku. 1966te Kina i SAD stavljaju svoje aligatore pod zaštitu.
Prema izviješću IUCNa danas se američki aligator više ne smatra ugroženim, a postoje i procjene da je broj jedinki narastao na oko 100.000.
Danas se komercijalne potrebe zadovoljavaju životinjama koje se uzgajaju na farmama, a postali su i turistička atrakcija i redovno ih se može vidjeti u zoološkim vrtovima. Pored toga, omiljeni su i u terarijima, što ipak nije jednostavno zbog njihove veličine i opasnosti koju predstavljaju za ljude.

## Vanjske poveznice
|  | Zajednički poslužitelj ima stranicu o temi Američki aligator |
|  | Wikivrste imaju podatke o taksonu Američkom aligatoru        |

- The Crocodile Specialist Group  Arhivirana inačica izvorne stranice od 30. travnja 2008. (Wayback Machine) (engleski)
- Crocodilians Natural History & Conservation (engleski)
- Crocodilian, Tuatara, and Turtles Species of the World (engleski)